# Alexander Belonogoff
Alexander Belonogoff (ur. 17 kwietnia 1990) – australijski wioślarz pochodzenia rosyjskiego, srebrny medalista olimpijski z Rio de Janeiro.
Zawody w 2016 były jego pierwszymi igrzyskami olimpijskimi. W Brazylii zajął 2. miejsce w czwórce podwójnej, osadę tworzyli także James McRae, Karsten Forsterling i Cameron Girdlestone. Na mistrzostwach świata w 2014 był trzeci w dwójce podwójnej, w parze z McRae.